# 泰晤士高等教育
《泰晤士高等教育》（英語：Times Higher Education，英语简称：或），原名《泰晤士高等教育增刊》（英语简称：或），是一份英国出版的高等教育報刊。該刊物1971年以前属于英国《泰晤士报》的一部分，2005年10月泰晤士报老板鲁伯特·默多克将TSL Education（包括本增刊）以2.35亿英镑的价格出售给一家私募基金公司。

## 出版历史
从1971年第一期到2008年，泰晤士高等教育一直以报纸的形式出版。从2008年1月开始，出版形式变为杂志，出版上市TSL Education Ltd.。

## 全球大學排名

### 泰晤士高等教育-QS世界大學排名
自2004年11月起，泰晤士高等教育每年與QS（Quacquarelli Symonds）合作，公布共同的世界大学排名，即泰晤士高等教育-QS世界大學排名，具有广泛的影响力。后来，在2009年的排名推出后，两者正式解散並开始发表各自的排名。

### 泰晤士高等教育世界大学排名
泰晤士在推出2009年的排名后，宣布将與QS解散，并从2010年起每年推出自己的排名，即泰晤士高等教育世界大学排名，排名准则也经过了调整，而路透社（Thomson Reuters）機構则為其年度世界大學排名的唯一數據提供商。除了主要的综合排名及学科排名外，其还在2011年起推出附属的“声誉排名”。
从泰晤士高等教育世界大学排名推出后，就受到了广泛的注目，与QS世界大学排名及世界大学学术排名共同被认为是世界三大最具影响力的全球性大学排名。

### 泰晤士高等教育世界大学影響力排名
泰晤士在2019年推出泰晤士高等教育世界大学影響力排名，該排名根據聯合國的十七項可持續發展目標（Sustainable Development Goals, SDGs）評估大學對於社會的影響，著重大學在社區內所做的工作，展示他們對世界的改變。衡量標準如確保包容和公平的優質教育，實現性别平等，促進持久、包容和可持續經濟增長等。

## 外部連結
- 泰晤士高等教育 - 官方网站 （页面存档备份，存于）
- 泰晤士高等教育世界大學排名 （页面存档备份，存于）